# Pansarvärnskanonvagn m/43
Pansarvärnskanonvagn m/43 (Pvkv m/43) var ett svenskt stridsfordon som tillverkades mellan åren 1947–1948. Vagnarna byggdes på samma chassi som Strv m/42 med fast överbyggnad för en lvkanon m/36. De byggdes ursprungligen öppna uppåt men Armétygförvaltningen uppgraderade dem på 1950-talet med tak. 
År 1963 försågs vagnarna med sexcylidriga Scaniamotorer från utrangerade Strv m/41 och m/40.. Vagnarna användes fram till slutet av 1970-talet. Växellådan var en Volvo VL 420 eller Landsverk S-8082.